# Brodovi
Chansons représentant la Yougoslavie au Concours Eurovision de la chanson
Ne pali svetla u sumrak
(1962) Život je sklopio krug
(1964)
Brodovi (en serbe cyrillique : Бродови, « Bateaux ») est une chanson écrite par Mario Nardelli et interprétée par le chanteur yougoslave croate Vice Vukov.
Cette chanson représente la Yougoslavie au Concours Eurovision de la chanson 1963 le 23 mars à Londres.

## À l'Eurovision

### Sélection
La chanson Brodovi est sélectionnée au début de 1963 par Radiotelevizija Zagreb et la Jugoslovenska Radio-Televizija pour représenter la Yougoslavie au Concours Eurovision de la chanson 1963 le 23 mars à Londres.

### À Londres
La chanson est intégralement interprétée en serbo-croate, l'une des langues officielles de la Yougoslavie, comme le veut la coutume avant 1966. L'orchestre est dirigé par Miljenko Prohaska.
Brodovi est la neuvième chanson interprétée lors de la soirée du concours, suivant la chanson lauréate de l'Eurovision 1963 Dansevise de Grethe et Jørgen Ingmann pour le Danemark et précédant T'en va pas d'Esther Ofarim pour la Suisse.
À l'issue du vote, elle obtient 3 points, se classant 11e sur 16 chansons,.

### Après le concours
Vice Vukov retourne représenter la Yougoslavie à l'Eurovision à l'édition de 1965, avec la chanson Čežnja (« Désir »).

## Liste des titres
| A1. | Brodovi        | Mario Nardelli |  |
| B1. | Plavi nocturno | Mario Nardelli |  |

## Historique de sortie
| Pays        | Date | Format   | Label   |
| ----------- | ---- | -------- | ------- |
| Yougoslavie | 1963 | 45 tours | Jugoton |